# انرژی ترانسفر
انرژی ترانسفر (انگلیسی: Energy Transfer) شرکت خدمات نفتی آمریکایی است، که در سال ۱۹۹۵ توسط کلسی وارن و ری دیویس تأسیس شد.